# Ланге, Томас
Томас Ланге (нем. Thomas Lange; род. 27 февраля 1964, Лютерштадт-Айслебен, Германия) — немецкий гребец, олимпийский чемпион по академической гребле 1988 и 1992 годов.
В 1980 году Ланге стал победителем юниорского чемпионата мира в составе парной двойки. В следующих двух молодёжных чемпионатах мира он тоже выиграл, но одиночкой.
На взрослом уровне первым крупным успехом в карьере молодого немецкого гребца стала победа в паре с Уве Хеппнером на чемпионате мира 1983 года. Ланге и Хеппнер были фаворитами на Олимпийских играх 1984 года, но ГДР бойкотировала Олимпиаду.
В 1986 году Ланге начал выступать в одиночном разряде. Но болезнь помешала ему выступать. В 1987 году он выиграл свой первый чемпионат мира в одиночке, опередив Пертти Карппинена и Петера-Михаэля Кольбе, которые побеждали в 10 чемпионатах мира и Олимпийских играх из 12. Томас повторил этот подвиг на Олимпиаде в Сеуле и в 1989 году.
К этому времени Восточная Германия распадалась и Ланге начал учёбу в качестве врача. Несмотря на напряженный график и тоску на счёт распада своей страны, в 1990 году, со Стефаном Ульрихом, Ланге выиграл серебряную медаль в парном зачёте на мировом чемпионате в Тасмании.
В 1991 году, уже представляя единую Германию, Ланге снова выиграл титул чемпиона мира в одиночке. На летних Олимпийских играх 1992 в Барселоне, Ланге вновь стал победителем в одиночном разряде. Для Ланге это была его пятая победа в чемпионате мира или на олимпиаде в одиночке.
После бронзы на чемпионате мира 1993 года в Рачице Ланге сделал паузу, чтобы сконцентрироваться на своём медицинском образовании и вернулся к летним Олимпийским играм 1996 года в Атланте, завоевав бронзу. В настоящее время работает врачом в Ратцебурге.

## Награды
- В 1997 году получил от Международной федерации гребного спорта (FISA) медаль Томаса Келлера в знак признания выдающейся карьеры в гребле[4].